# Zaouli

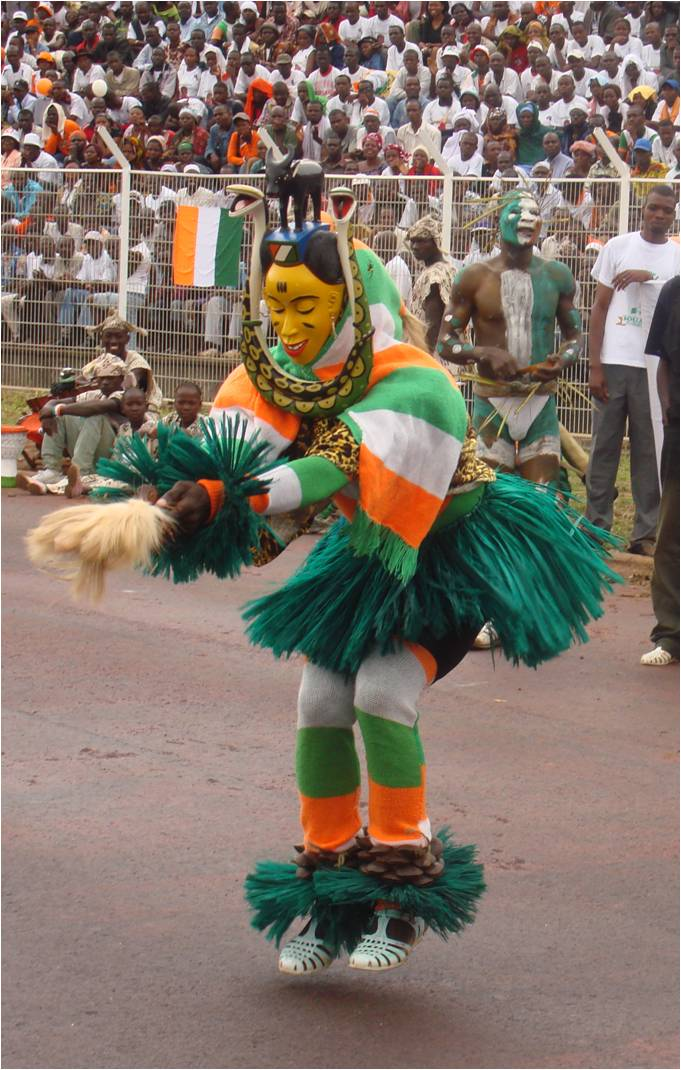
Tancerz Zaouli

Zaouli – taniec ludu Guro mieszkającego w departamentach Bouaflé i Zuénoula na Wybrzeżu Kości Słoniowej. W 2017 roku muzyka i taniec zaouli zostały wpisane na listę niematerialnego dziedzictwa UNESCO.

## Opis
Taniec Zaouli praktykowany jest przez lud Guro mieszkający w departamentach Bouaflé i Zuénoula w Wybrzeżu Kości Słoniowej. Związany jest z lokalną legendą o pięknej dziewczynie Za gou li. Według legendy przywódcy plemienni zebrali się w świętym lesie, aby rozstrzygnąć spór. W trakcie ich spotkania pojawiła się kobieta w ciąży zbierająca drewno. Przywódcy ustalili, że racja w sporze zostanie przyznana temu z nich, któremu uda się zgadnąć płeć nienarodzonego dziecka. Zamordowali oni kobietę i rozcięli jej brzuch; dziecku – dziewczynce – udało się przeżyć. Dziewczynka nosiła imię Angel Lou (tłum. „córka anioła”) lub Za gou li (tłum. „fatalny zakład”). Taniec upamiętnia Za gou li – wykonywany jest przez tancerza w masce pięknej kobiety, który uważany jest za reinkarnację Za gou li. Istnieje siedem rodzajów masek Zaouli, z których każda odnosi się do określonej legendy.
Na początku tancerz używa obiektów podobnych do pomponów, aby zasygnalizować tempo uderzeń bębna. Sam taniec jest trudny fizycznie, a tancerz podejmuje rodzaj pojedynku z publicznością. Musi być oryginalny i zręczny, wykonując różnorodne kroki taneczne, których nie wolno mu powtarzać. Górna część ciała pozostaje prawie nieruchoma, podczas gdy nogi i stopy poruszają się w takt bębnów.
Tancerz ubrany jest w płaszcz w paski lub kratkę i wąskie spodnie. Jego nadgarstki i kostki owinięte są kryzami z rafii. Przy kostkach umieszczone są strąki z nasionami, które podczas tańca wydają rytmiczne dźwięki.
Taniec wykonywany jest na różnych imprezach. Maska Zaouli była ulubioną maską pierwszego prezydenta Wybrzeża Kości Słoniowej Félixa Houphouët-Boigny (1905–1993), przez co pokazy tańca były często transmitowane przez telewizję narodową, co z kolei przyczyniło się do popularyzacji tańca w całym kraju.
W 2017 roku muzyka i taniec zaouli zostały wpisane na listę niematerialnego dziedzictwa UNESCO.